# Ácido clorogénico
El ácido clorogénico (CGA) es el éster del ácido cafeico y del ácido quínico, y funciona como intermediario en la biosíntesis de la lignina. El término «ácidos clorogénicos» hace referencia a una familia de ésteres de polifenoles relacionados que incluye los ácidos hidroxicinámicos ( ácido cafeico, el ácido ferúlico y ácido p-cumárico) y el ácido quínico.
A pesar de que el nombre indica la presencia de «cloro», los ácidos clorogénicos no lo contienen. De hecho, el nombre procede del griego χλωρός (khloros, verde claro) y -γένος (genos, sufijo que significa «dar lugar a»), ya que estos ácidos producen el color verde cuando se oxidan.

## Propiedades estructurales
Estructuralmente, el ácido clorogénico es el éster formado entre el ácido cafeico y el 3-hidroxilo del ácido L-quínico. Los isómeros del ácido clorogénico incluyen el éster cafeoílico en otros sitios hidroxilos del anillo del ácido quínico: 4-O-cafeoyoilquínico (ácido criptoclorogénico o 4-CQA) y ácido 5-O-cafeoyoilquínico (ácido neoclorogénico o 5-CQA). El epímero en posición 1 aún no se ha descrito.
Las estructuras que tienen más de un grupo de ácido cafeico se denominan ácidos isoclorogénicos, y pueden encontrarse en el café. Existen varios isómeros, como el ácido 3,4-dicafoilquínico y el ácido 3,5-dicafoilquínico y la cinarina (ácido 1,5-dicafoilquínico). 

## Biosíntesis y presencia natural

El 4-cumaroil-CoA es el precursor biosintético del ácido clorogénico.

El precursor biosintético del ácido clorogénico es el 4-cumaroil-CoA, que contiene un único grupo hidroxilo en el anillo arilo, el cual se produce a partir del ácido cinámico. La hidroxilación del éster cumarílico, es decir, la adición del segundo grupo hidroxilo, está catalizada por una enzima del citocromo P450.
El ácido clorogénico se encuentra en el bambú Phyllostachys edulis, así como en muchas otras plantas, como los brotes del brezo común (Calluna vulgaris).

## En los alimentos
El ácido clorogénico y los compuestos relacionados ácido criptoclorogénico y ácido neoclorogénico se han encontrado en las hojas de Hibiscus sabdariffa. Los isómeros del ácido clorogénico se encuentran en las patatas. El ácido clorogénico está presente en la pulpa de las berenjenas, los melocotones, las ciruelas y los granos de café.

## Investigación y seguridad
No hay pruebas suficientes para determinar si el ácido clorogénico es seguro o eficaz para la salud humana y su uso en dosis elevadas, como el consumo excesivo de café verde, puede tener efectos adversos. El ácido clorogénico no ha sido aprobado como medicamento de venta con receta ni como aditivo alimentario reconocido como ingrediente seguro en alimentos o bebidas.
El ácido clorogénico es objeto de investigaciones preliminares por sus posibles efectos biológicos, como la regulación de la presión arterial, aunque no hay pruebas suficientes de su eficacia.

## Nomenclatura
La numeración de los átomos del ácido clorogénico puede ser ambigua. En 1976, el orden de numeración de los átomos en el anillo del ácido quínico se invirtió siguiendo las directrices de la IUPAC, por lo que 3-CQA se convirtió en 5-CQA y 5-CQA en 3-CQA. Ambos sistemas de numeración siguen en uso en 2016.